# Leeds Castle

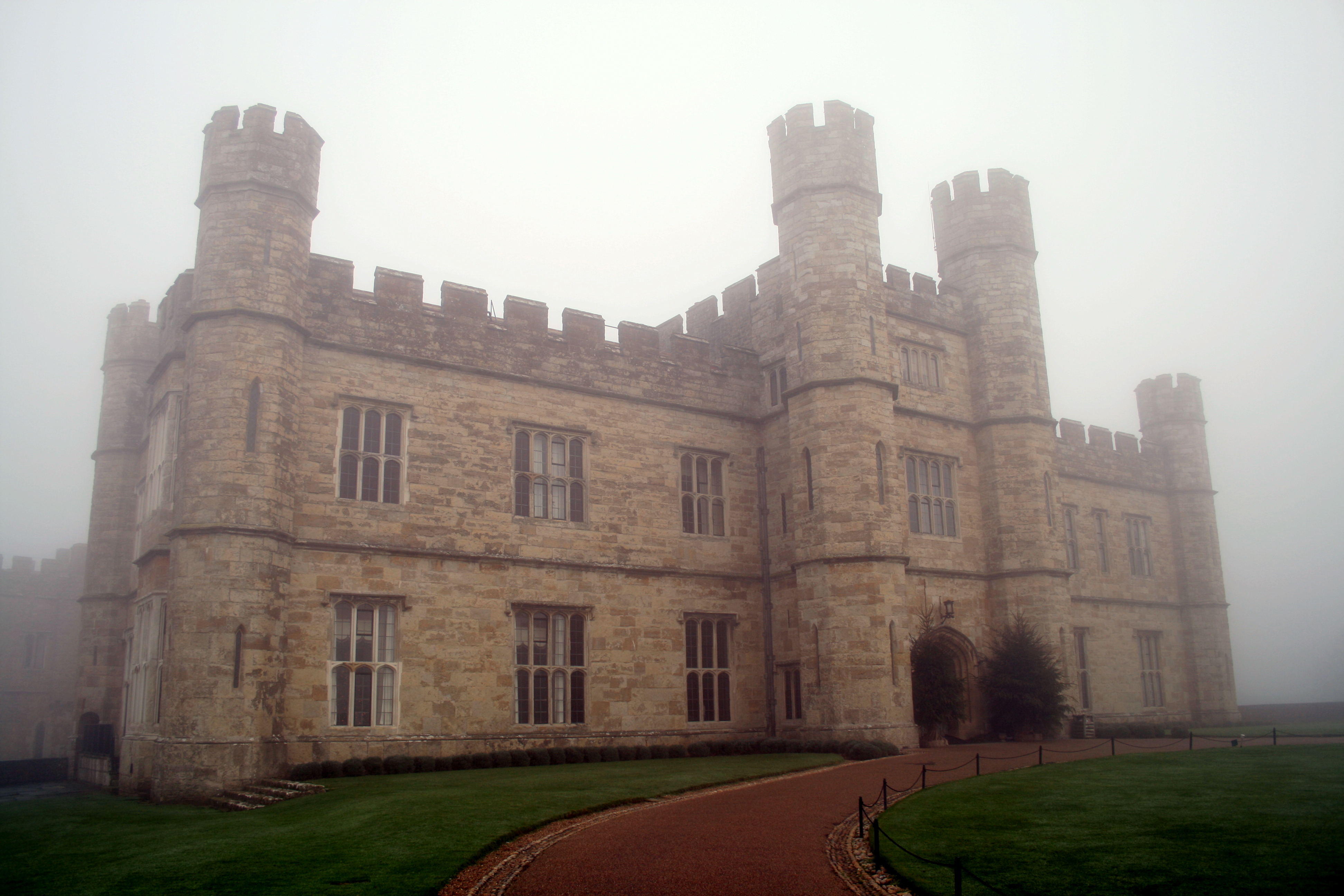
Hoofdingang van het kasteel

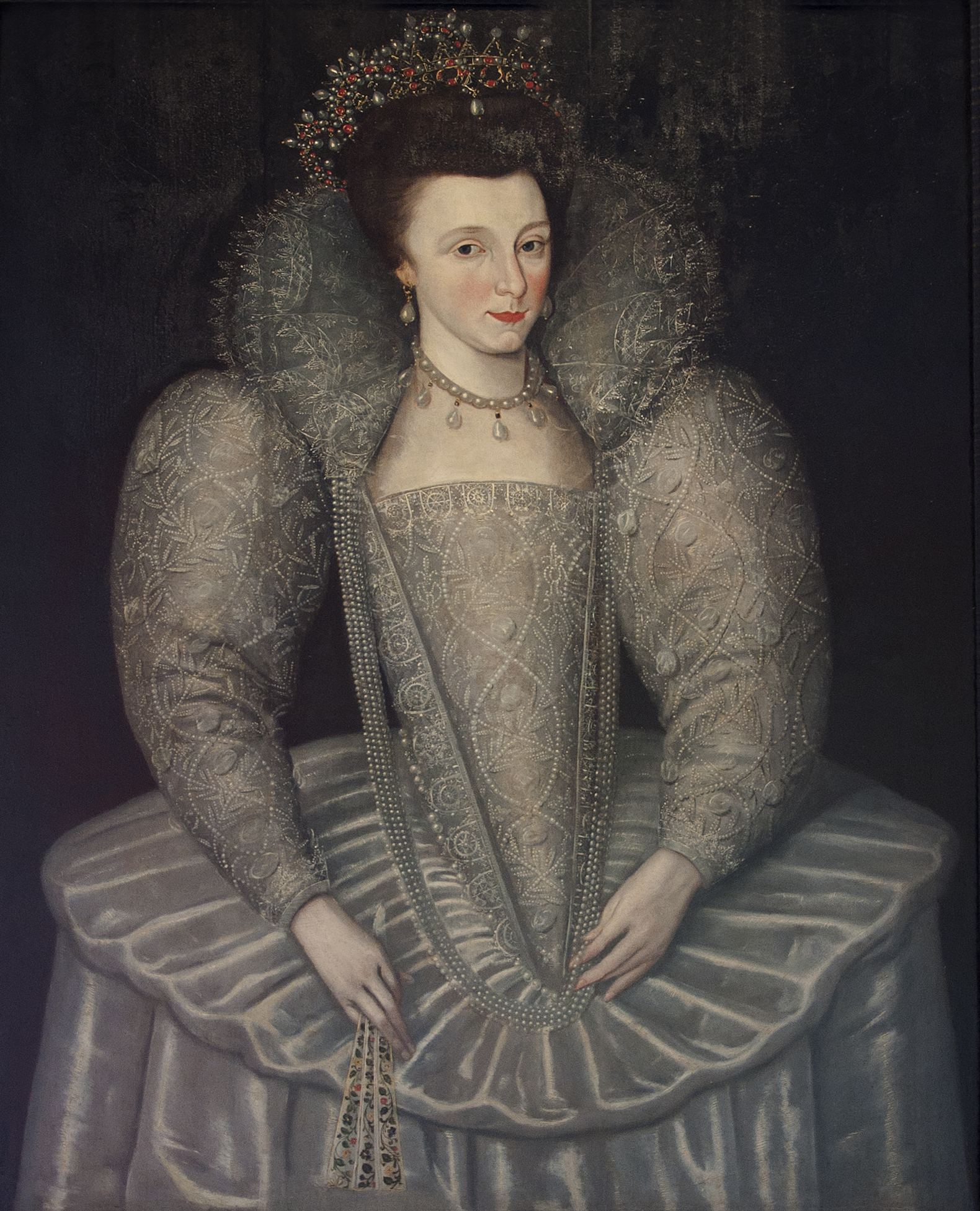
Onbekende dame van Marcus Gerards de Jonge in Leeds Castle

Leeds Castle is een waterburcht in de buurt van Maidstone in het Engelse graafschap Kent. Het kasteel is genoemd naar het dorpje Leeds dat bij het kasteel ligt. Het kasteel heeft niets te maken met de 300 kilometer noordelijker gelegen stad Leeds.
Het kasteel wordt reeds beschreven in het Domesday Book van Willem de Veroveraar. Het functioneerde door de eeuwen heen als Noormannenfort, verblijfplaats van zes middeleeuwse koninginnen, paleis van Henry VIII en in het algemeen als toevluchtsoord voor de machtigen en rijken. Het heeft in ruim duizend jaar diverse belegeringen doorstaan en menig kunstenaar geïnspireerd.

## Geschiedenis
In 857 werd op de plaats van het latere kasteel een zogenaamde Royal Manor gebouwd (huis voor een vorst) met de naam Esledes. Het was in bezit van de Angelsaksische koning Ethelbert van Wessex.
Onder Eduard I werd het gebouw in 1278 flink uitgebreid en gemoderniseerd. Hij betrok het als koninklijk paleis en dit zou het zeer lange tijd blijven.
In een nacht in 1321 vluchtte de vrouw van koning Eduard II, Isabella van Frankrijk naar het kasteel, maar de toegang werd haar geweigerd. Het koninklijke gezelschap werd zelfs door de boogschutters vanuit het kasteel beschoten. Toen de koning hiervan hoorde nam hij wraak door het kasteel met ballista's te belegeren. Enkele jaren na Eduards dood werd het kasteel aan Isabella geschonken. Zij zou er blijven wonen tot aan haar dood in 1358. De Franse dichter en historicus Jean Froissart beschrijft zijn ontvangst in het kasteel door koning Richard II in 1395 in zijn kronieken.
De Engelse koningin Johanna van Navarra bewoonde het kasteel in 1403. Ze was niet populair bij het volk en verdween voor vier jaar in de gevangenis omdat ze van tovenarij beschuldigd werd en van een poging om haar stiefzoon Hendrik V te vergiftigen. In deze tijd kreeg Leeds Castle de bijnaam van Vrouwenkasteel.
De beroemdste eigenaar van het kasteel was waarschijnlijk koning Hendrik VIII die vanaf 1520 grote sommen geld spendeerde aan renovaties en uitbreidingen van het kasteel ten behoeve van zijn eerste vrouw, Catharina van Aragon.
In 1660 werd de Engelse monarchie hersteld en koning Karel II schonk 5 miljoen hectare grond in de Britse kolonie Virginia aan Lord Culpeper, vanwege zijn hulp aan de koninklijke familie in ballingschap. Culpepers zoon kocht Leeds Castle en verhuurde het aan de Engelse staat als gevangenis voor Nederlandse en Franse krijgsgevangenen. Eens staken de gevangenen de Gloriette van het kasteel in brand en het zou tot 1880 duren voor deze weer werd opgebouwd.
Leeds Castle figureerde in de Engelse film Kind Hearts and Coronets met acht rollen voor Alec Guinness uit 1949.

## Huidig gebruik
Het kasteel is in handen van de Leeds Castle Foundation. Het is een museum dat jaarlijks duizenden toeristen trekt.